# Jean Dréville
Jean Dréville   (Vitry-sur-Seine, 20 de setembre de 1906 - Vallangoujard, 5 de març de 1997) fou un director de cinema francès.

## Biografia
Format en el camp del disseny publicitari i de la fotografia, a més, va publicar articles en les columnes cinematogràfiques de L'Intransigeant, Comœdia i Paris-Matinal, així com a tres revistes editades per ell el 1928-1929:: Cinégraphie, Photo-Ciné i On tourne. Va dirigir el seu primer film el 1928 (un documentari sobre el rodatge de L'Argent de Marcel L'Herbier).
Dréville es va proposar il·lustrar en una pel·lícula les atrocitats del règim nazi, anunciada per Les Films Vog al febrer de 1940 (Títol del treball: Gestapo; guió de Marcel Allain, adaptació i diàlegs de Pierre Véry i Pierre Laroche) no es va poder produir.
El 1944 va començar a col·laborar amb Noël-Noël, amb qui va rodar Les Casse-pieds (1948) pel qual va obtenir el premi Louis-Delluc. Feu debutar Bourvil al cinema el 1945, fent-li interpretar una cançó a La Ferme du pendu.
El seu film La Cage aux rossignols va inspirar el primer llargmetratge de Christophe Barratier, Les Choristes.
Casat des de 1952 fins a la seva mort amb l'actriu Véronique Deschamps, Jean Dréville és el pare de l'actriu Valérie Dréville.

## Filmografia
Director
- 1928: Autour de L'Argent (curtdocumental)
- 1929: Créosote (documental), amb Joris Ivens
- 1929: Quand les épis se courbent (documental)
- 1930: Physiopolis (documental)
- 1931: A la Varenne (curtmetratge)
- 1932: Le Baptême du petit Oscar
- 1932: Pomme d'amour
- 1933: Trois pour cent
- 1933: La Chanson du muguet
- 1933: À la Varenne (Java chantée), amb André Perchicot
- 1933: Midi (curtmetratge)
- 1934: Un homme en or, amb Harry Baur, Suzy Vernon, Guy Darlan, Josselyne Gaël, Pierre Larquey
- 1935: Coup de vent
- 1935: Touche-à-tout
- 1936: Les Petites Alliées
- 1937: Troïka sur la piste blanche, amb Jean Murat, Jany Holt, Charles Vanel, Foun-Sen
- 1937: Maman Colibri, Huguette Duflos, Jean-Pierre Aumont, Jean Worms, Denise Bosc
- 1937: Les Nuits blanches de Saint-Pétersbourg
- 1938: Le Joueur d'échecs
- 1939: Son oncle de Normandie, amb Jules Berry, Paul Demange, Josselyne Gaël, Pierre Larquey, Betty Stockfeld
- 1939: La Brigade sauvage, codirigit amb Marcel L'Herbier; amb Charles Vanel
- 1940: Le Président Haudecœur, amb Harry Baur
- 1942: Annette et la Dame blonde
- 1942: Les Cadets de l'océan
- 1942: Les affaires sont les affaires
- 1943: Les Roquevillard
- 1943: Tornavara, de Lucien Mauvault, amb Mila Parély, Pierre Renoir, Jean Chevrier, Elisa Ruis, Jean Servais
- 1945: La Cage aux rossignols
- 1945: La Ferme du pendu
- 1946: Le Visiteur
- 1947: Copie conforme
- 1948: Les Casse-pieds
- 1948: La Bataille de l'eau lourde
- 1949: Retour à la vie (esquetx: Le Retour de Jean)
- 1950: Le Grand Rendez-vous, amb René Blancard, Pierre Asso
- 1952: Les Sept Péchés capitaux (episodi : La Paresse)
- 1953: Horizons sans fin, amb Jean Chevrier, René Blancard, Gisèle Pascal, Maurice Ronet
- 1954: La Reine Margot
- 1955: Escale à Orly
- 1957: La Belle et le Tzigane, amb Nicole Courcel, Gyulia Buss
- 1957: Les Suspects
- 1958: À pied, à cheval et en spoutnik
- 1960: Normandie-Niémen
- 1961: La Fayette
- 1965: Histoires d'hommes (telefilm)
- 1966: La Sentinelle endormie
- 1966: La Nuit des adieux, amb Gilles Segal, Nathalie Velitchko
- 1971: Le Voyageur des siècles (sèrie de televisió)

Ajudant de direcció
- 1934: Le Bonheur, de Marcel L'Herbier

Actor
- 1927: Napoleó, d'Abel Gance
- 1981: Cinématon #155, de Gérard Courant